# Aviva Birmingham Grand Prix
Aviva Birmingham Grand Prix – mityng lekkoatletyczny rozgrywany w ramach cyklu Diamentowej Ligi sponsorowany przez brytyjską grupę kapitałowo-ubezpieczeniową Aviva. Mityng rozgrywano niegdyś na Gateshead International Stadium w Gateshead. Zawody w 2011 roku przeniesione zostały do Birmingham na Alexander Stadium. Zawody w latach 2003–2009 wchodziły w skład British Grand Prix i IAAF Grand Prix, a od 2010 są jedną z odsłon Diamentowej Ligi.